# Proterhinus phyllobius
Proterhinus phyllobius is een keversoort uit de familie Belidae. De wetenschappelijke naam van de soort is voor het eerst geldig gepubliceerd in 1920 door Perkins.